# Marcel Kerff
Marcel Kerff (Sint-Martens-Voeren, 2 juni 1866 - Moelingen, 7 augustus 1914) was een Belgisch professioneel wielrenner van 1896 tot 1904.
De enige wedstrijd die Kerff won was de 48 uur van Antwerpen in 1900. Daarnaast behaalde hij enkele ereplaatsen. Zo werd hij negende in Bordeaux-Parijs van 1896, tiende en zesde in Parijs-Roubaix in respectievelijk 1897 en 1899, tweede in Brussel-Roubaix in 1901 en vierde in de enige editie van Marseille-Parijs in 1902 over een afstand van 938 kilometer.
Het jaar erna, in 1903 eindigde hij zesde in het eindklassement van de eerste editie van de Ronde van Frankrijk als eerste Belg voor Julien Lootens. Kerff werd zesde in de eerste etappe van Parijs naar Lyon over 467 kilometer, op 1 uur en 42 minuten achter etappewinnaar Maurice Garin. In de tweede etappe van Lyon naar Marseille over 374 km werd Kerff zevende, op bijna 40 minuten achter Hippolyte Aucouturier, die in de eerste etappe opgaf. Omdat men zich voor elke etappe apart kon inschrijven, mocht hij in de volgende etappes weer deelnemen, alleen deed hij dan niet meer mee in het algemeen klassement. Kerff finishte op slechts zeven minuten achter Garin, die als vierde finishte en aan de leiding bleef. De derde etappe van Marseille naar Toulouse over 423 km werd eveneens gewonnen door Aucouturier. Kerff werd tiende op ruim anderhalf uur en met een uur achterstand op Garin. De kortste etappe van Toulouse naar Bordeaux over 268 km werd solo gewonnen door de Zwitser Charles Laeser. Garin finishte in een achtervolgende groep op slechts vier minuten. Kerff werd zestiende op een uur achterstand. De laatste twee etappes werden gewonnen door Garin, die zijn leiderspositie verstevigde. Kerff werd respectievelijk achtste en tiende, beide keren op ongeveer een uur achterstand. Over de in totaal 2428 kilometer deed Kerff 100 uur en 25 minuten. In het algemeen klassement werd hij zesde met bijna zes uur achterstand op eindwinnaar Garin. Lootens werd tweede Belg op de zevende plek met acht en een half uur achterstand.

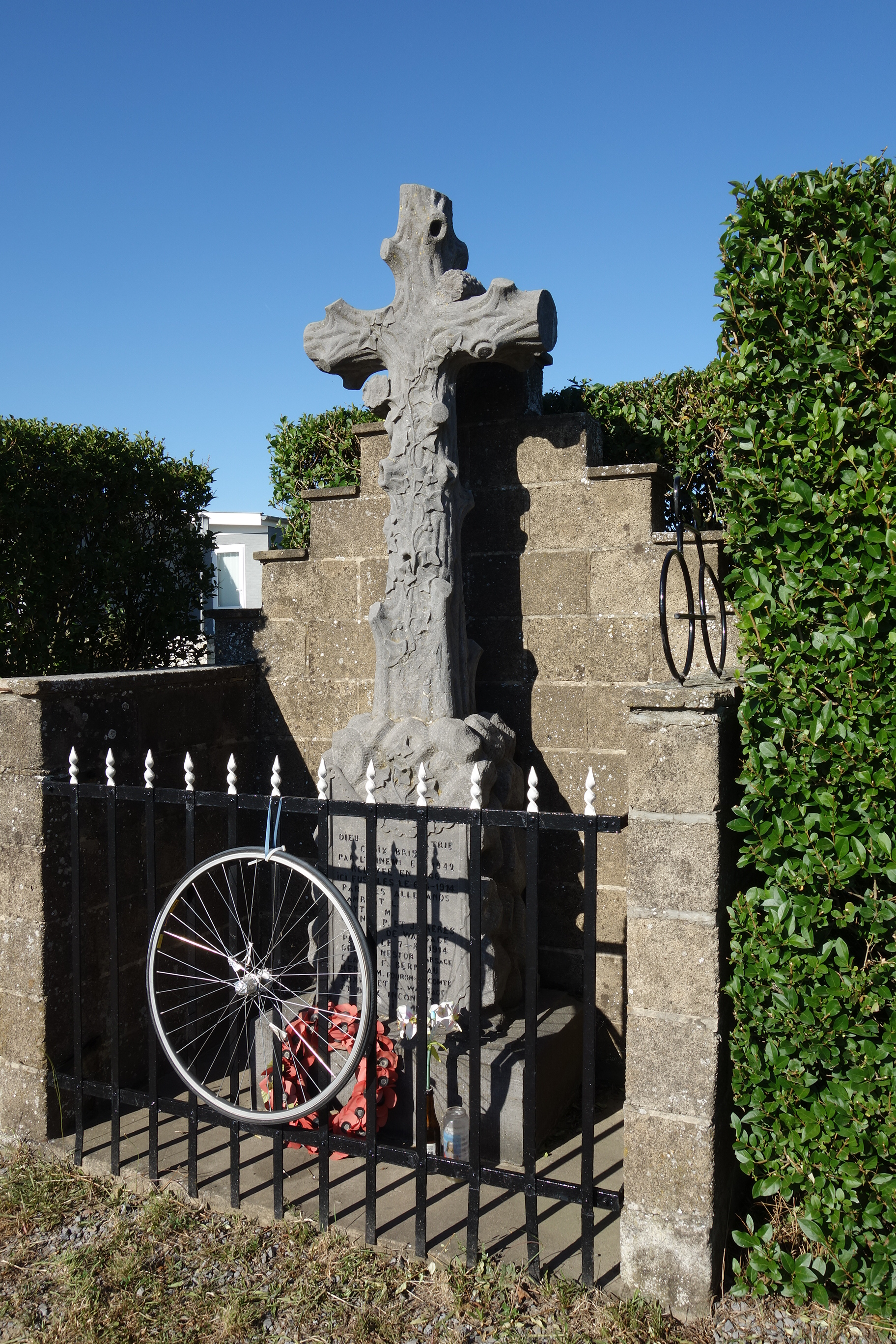
Monument voor de Gehangenen van Moelingen onder wie Marcel Kerff.

Tijdens de Duitse invasie in België tijdens de Eerste Wereldoorlog in augustus 1914, ging Marcel Kerff een kijkje nemen bij het Duitse legerkamp in Moelingen. Hij werd ervan beschuldigd de Duitsers te bespioneren, werd opgepakt, gemarteld, de tong uitgesneden en werd samen met vijf anderen opgehangen op 7 augustus 1914. Dicht bij de plaats waar hij stierf, staat een monument voor de Gehangenen van Moelingen. Op 7 augustus 2019, 105 jaar na zijn overlijden, werd bij het monument een gedenkplaat ingehuldigd ter ere van Kerff.
Twee broers van Marcel Kerff, Charles en Leopold, werden eveneens beroepsrenner. Charles Kerff stierf in 1902 onder nooit opgehelderde omstandigheden tijdens Marseille-Parijs, waarin Marcel als vierde finishte.

## Belangrijkste overwinningen
1900
- 48 uur van Antwerpen

## Resultaten in voornaamste wedstrijden
1896
- 9e in Bordeaux-Parijs

1901
- 2e in Brussel-Roubaix

1902
- 4e in Marseille-Parijs

| Jaar | Ronde van Italië | Ronde van Frankrijk | Ronde van Spanje |
| ---- | ---------------- | ------------------- | ---------------- |
| 1903 |                  | 6e                  |                  |

| Jaar | Parijs-Roubaix |
| ---- | -------------- |
| 1897 | 10e            |
| 1899 | 6e             |
| 1901 | 13e            |

## Homonymie
Er is nog een Marcel Kerff, ook afkomstig uit hetzelfde dorp, die journalist was voor VRT Radio, en ook directeur van het Klein Kasteeltje.